# Renato Cialente
Renato Cialente (* 2. Februar 1897 in Treviglio; † 25. November 1943 in Rom) war ein italienischer Schauspieler.

## Leben
Cialente begann mit der Schauspielerei im Alter von fünfzehn Jahren, als er mit der Darstellergruppe seines Gymnasiums auftrat. Als Schüler von Ermete Zacconi debütierte er Mitte der 1910er Jahre mit dem „Teatro Argentina“ der italienischen Hauptstadt. 1921, nach kriegsbedingtem Pausieren, spielte er im Ensemble von Annibale Beltrone, innerhalb dessen er drei Jahre später zum jugendlichen Helden aufstieg. Im gleichen Jahr, 1924, wechselte er als Partner zur Truppe um den russischen Star Tatiana Pawlowa, mit der er die Schauspielschule um Stanislawski in Italien etablieren konnte. Für zehn Jahre spielte er Klassiker und zeitgenössische Stücke, besonders gerne Luigi Pirandello und vor allem Dostojewski; dabei wurden auch Tourneen in Italien und Südamerika unternommen.
Eine Begegnung mit Elsa Merlini führte 1934 nicht nur zur persönlichen, sondern auch zur künstlerischen Gemeinschaft in einer eigenen Theatergruppe, die neben Klassikern auch – neu und künstlerisch unbefriedigend für Cialente – sentimentale Komödien im Repertoire hatte. 1938 folgte ein neuer Abschnitt seines künstlerischen Schaffens; mit Andreina Pagnani entstanden gefeierte Aufführungen von Die Reise (Henri Bernstein), I figli (Renata Mughini), L'orchidea (Sem Benelli) oder Mulini a vento (Edoardo Anton). In den folgenden beiden Jahren spielte Cialente in weiteren großen Erfolgen, allem voran Unsere kleine Stadt 1940. 1943 formierte er eine letzte Compagnie, in der etliche bedeutende Darsteller versammelt waren (u. a. Sandro Ruffini, Tina Lattanzi und Aldo Silvani) und einem ambitionierten Spielplan mit Stücken von Maxim Gorki und William Shakespeare.
Cialente wurde, „aufgrund präziser Ausbildung und Vorbereitung und angemessener, nie übertriebener Darstellung, zu einem Vorbild für seine Generation von zeitgenössisch modernem und einfühlsamem Schauspiel“.
Für den Film war Cialente seit 1920 selten, ab 1938 intensiver tätig; als Nebendarsteller meist gefühlsarmer und korrekter Charaktere war er selten seinen Fähigkeiten gemäß besetzt.
Cialente starb, als ein Wagen einer deutschen Autokolonne ihn beim Verlassen des Theaters nach einer Vorstellung (Gorkis Nachtasyl) erfasste und tödlich verletzte.
In Rom ist eine Straße nach dem Schauspieler benannt.

## Filmografie
- 1920: Cenerentola
- 1933: Paprika
- 1939: Mille Lire al mese
- 1941: Piccolo mondo antico
- 1942: Maria Malibran
- 1942: Ein Pistolenschuß (Un colpo da pistola)
- 1943: Addio, amore!